# Montecillo (Cantabria)
Montecillo es una localidad del municipio de Valderredible (Cantabria, España).  Está localizada a 840 m s. n. m., y dista 7 km de la capital municipal, Polientes. En el año 2024 contaba con una población de 5 habitantes (INE).

## Paisaje y naturaleza
Montecillo es el pueblo más meridional de Cantabria, lo que se nota en el paisaje, que contiene ya algunos rasgos  más mesetarios. Hacia el sur, crece un pequeño hayedo en las laderas que descienden del Casito Alto, en el borde del páramo de La Lora, extendiéndose, por el norte, una amplia llanura ocupada por tierras de labranza de trigo y patata.

## Patrimonio histórico
Destaca la iglesia de San Marcos, de humildes proporciones, construida en la primera mitad del siglo XIII, con una planta sencilla de nave única y cabecera recta. Se mantiene la tradición artística del románico en la talla de los capiteles, muy rústicos, alejados de las corrientes principales del estilo, aunque quizás sea eso lo que haga que esta iglesia posea un encanto especial. La espadaña, aunque posiblemente levantada en la misma época, se reformó en época barroca.